# Grande Seca
A Grande Seca, ou a seca no Nordeste brasileiro de 1877–1879, foi o mais devastador fenômeno de seca da história do Brasil, ocorrido no período imperial brasileiro. A calamidade é responsável pela morte de entre 400.000 e 500.000 pessoas. De um total de 800.000 pessoas que viviam na área afetada da região Nordeste, em torno de 120.000 migraram para a Amazônia, enquanto 68.000 migraram para outras partes do Brasil. A região mais afetada foi a província do Ceará. Foram três anos seguidos sem chuvas, sem colheita, sem plantio, com perda de rebanhos e com a fuga das famílias, deixando despovoado o sertão. Tanto esse evento de estiagem quanto anteriores e posteriores estão associados ao fenômeno El Niño e suas interferências diretas ao clima dessa e outras regiões.
Antes da Pandemia Mundial de COVID-19, era o maior desastre natural do Brasil por número de mortos.

## Histórico
O fenômeno El Niño interfere diretamente nas condições climáticas de determinadas regiões brasileiras. No Brasil a variação no volume de chuvas e/ou outras mudanças depende de cada região e da intensidade do fenômeno. Na Região Sudeste, há o aumento da temperatura média. Na Região Sul, aumento da temperatura média e da precipitação, principalmente na primavera e no período entre maio e julho. Já nas Regiões Nordeste e Norte, diminuição de chuvas causando secas no sertão nordestino e incêndios florestais na Amazônia; respectivamente. Historicamente, no Nordeste os registros de mudanças climáticas mostram-se ora mais brandos, ora mais críticos – não sendo estabelecido um padrão.
A população de certo modo foi pega de surpresa, já que a última grande seca ocorrida nas 'províncias do Norte' havia sido há mais de 30 anos, entre 1844 e 1845. Nessa época, nada ou pouco pôde ser feito para amenizar suas consequências pela falta de recursos da engenharia. Na seca de 1877, até as famílias abastadas partiram em busca de refúgio junto a parentes que habitavam as serras e o litoral. Os adultos iam montados nos cavalos seguidos pelos carros e bois cheios de mulheres, crianças e bagagens, tendo na retaguarda os vaqueiros e os ajudantes conduzindo o que restara do gado. Os pobres seguiam a pé, na poeira das estradas, os adultos levando as crianças menores, puxando o que restava do rebanho de cabras ou vacas, o cachorro de estimação atrás. Esses eram chamados de retirantes ou flagelados, que eram perseguidos e expulsos quando estacionavam nas vizinhanças de um povoado.
Os moradores temiam os saques nos comércios e armazéns, como rotineiramente acontecia. As cidades, além dos vales férteis, ficavam apinhadas de flagelados. Aracati, que contava com cinco mil habitantes, passou a abrigar mais de 60 mil pessoas. Fortaleza converteu-se na capital do desespero: de 21 mil habitantes pelo censo de 1872, passou a ter 130 mil. Muitos dos retirantes morriam nas veredas e estradas. Os que alcançavam os centros urbanos chegavam à beira do colapso e impressionavam pela desnutrição.
A economia provincial, já abalada pela crise do algodão, quase acaba de vez. Escravos são vendidos para o sudeste; os rebanhos, salvo algumas cabeças conduzidas pelos retirantes, eram dizimados pela ação das zoonoses, furtos, extravios, fome e sede. A flora e fauna praticamente desaparecem; as lavouras exterminadas. Para agravar o quadro de tragédia, um surto de varíola dizima milhares de pessoas. Mulheres se prostituem em troca de comida, multiplicam-se os casos de roubo, furto e estupros.
Na seca de 1877, o Ceará – a região mais afetada das províncias do Norte – perdeu o equivalente a um terço de sua população: estima-se que 200 mil pessoas morreram e outras migraram para outras regiões.
Enquanto a população sofria com a estiagem e a escassez de água e alimentos, alguns setores beneficiaram-se com a seca, como algumas casas comerciais estrangeiras, a exemplo da Boris Frères, que comercializava artigos de primeira necessidade.

## Consequências da seca

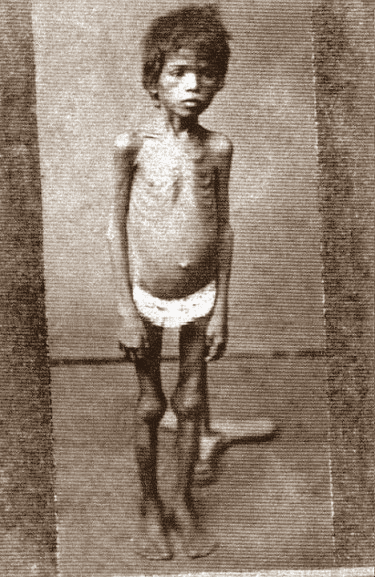
Uma das vítimas da Grande Seca, Ceará, 1877. Foto de Joaquim Antônio Correia, “Vítimas da Grande Seca”, Albúmen - Acervo da Fundação Biblioteca Nacional – Brasil.

“A peste e a fome matam mais de quatrocentos por dia”, escreveu o escritor Rodolfo Teófilo, horrorizado com o que assistia; parado numa esquina, que em pouco tempo viu passarem vinte cadáveres. “E as crianças que morrem nos abarracamentos, como são conduzidas! Pela manhã os encarregados de sepultá-las vão recolhendo-as em um grande saco: e, ensacados os cadáveres, é atado aquele sudário de grossa estopa a um pau e conduzido para a sepultura”. As notícias incomodavam a Corte, onde o imperador chegou a dizer: “Não restará uma joia da Coroa, mas nenhum nordestino morrerá de fome”. [carece de fontes?]
A grande seca em sua severidade impôs um movimento de 'diáspora' em território brasileiro ao povo nordestino. Isso porque as estiagens anteriores – embora severas – não ocorreram com tamanha intensidade, já que nessa ocasião, tanto a população, quanto a flora e fauna foram severamente atingidos e nem haviam forçado o povo a abandonar suas terras em grande escala na busca pela sobrevivência. Grandes massas populacionais moveram-se para as regiões Norte e Sudeste, numa calamidade que atingira tanto pobres quanto ricos.
Hoje se calcula que morreram cerca de quinhentas mil pessoas em consequência da seca de 1877. [carece de fontes?]  O engenheiro André Rebouças, abolicionista, negro, respeitado por suas ideias progressistas, calculava em mais de dois milhões as pessoas atingidas pela seca, ainda em novembro de 1877. Dos mortos de 1877 a 1879, calcula-se que 150.000 faleceram de inanição e 100.000 de febres e outras doenças, 80.000 de varíola e 180.000 de fome, alimentação venenosa e sede. Acredita-se que a Grande Seca que ocorreu de 1877 a 1879 ceifou a vida de mais da metade das 1.754.000 pessoas que residiam na área atingida pela tragédia. Esse foi de longe a maior catástrofe gerada por fenômenos naturais que ocorreu no país.
Desde a década de 1840 – especificamente desde a seca de 1844 – a ideia de transposição das águas do rio São Francisco já era considerada como a única solução para a seca no Nordeste. [carece de fontes?] Entretanto, estudos feitos pelo Barão de Capanema após a Grande Seca de 1877 demonstraram não haver recursos técnicos para fazer com que as águas transpusessem a Chapada do Araripe, localizada na divisa dos estados do Ceará, Piauí e Pernambuco.
Em razão da situação calamitosa do Nordeste o governo imperial enviou, no período 1877/79, uma comissão de engenheiros que determinaram a perfuração de poços, a construção de estradas de ferro e de rodagem e o armazenamento de água. Os resultados dos estudos na região ainda indicaram a construção de barragens ou açudes. O Açude Cedro foi umas das primeiras grandes obras de combate à seca realizadas pelo Governo Imperial. A ordem de construção foi dada pelo imperador D. Pedro II em decorrência do grande impacto social provocado pela seca de 1877, porém o início das obras deu-se durante os governos republicanos entre 1890 e 1906. [carece de fontes?]

## Imaginário

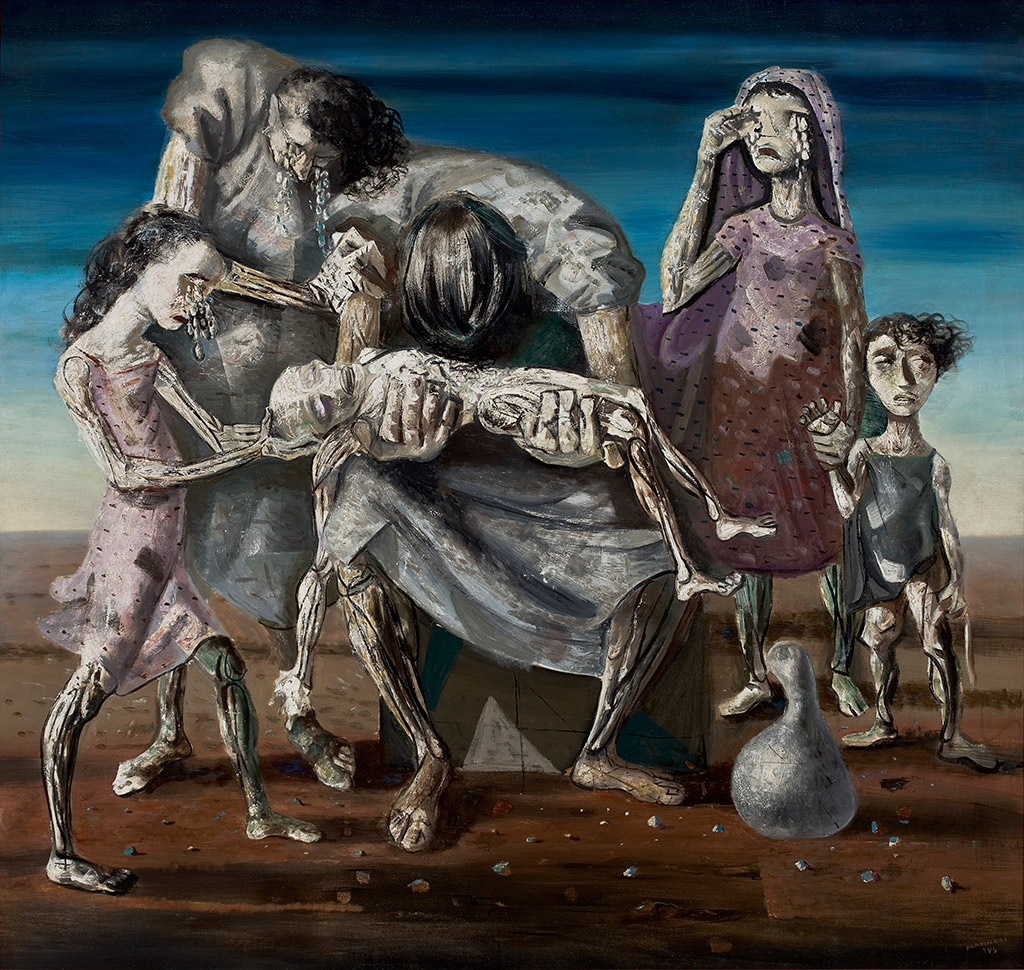
Criança Morta, 1944, por Cândido Portinari

A saga do sertanejo fugindo da seca tem servido de inspiração para diferentes gerações de artistas, em vários campos criativos. Com implicações tanto materiais, como a morte e a perda de bens, quanto subjetivas, como a saudade a peleja do sertanejo contra a natureza foi destaquem especialmente na literatura. O romance de 30 mobilizou escritores como Graciliano Ramos, José Lins do Rego e José Américo de Almeida, entre outros.
Nas artes visuais, o pintor Cândido Portinari retratou uma família de retirantes, pessoas que se retiram de uma região à outra em busca de condições melhores de vida. O quadro faz parte de uma série composta por mais duas obras: Criança morta e Enterro na Rede. O tema é a seca, que provocou muitas mortes e uma migração em massa. Na música, a "Triste Partida", criação do poeta Patativa do Assaré, popularizada por Luiz Gonzaga, sintetiza bem o drama. O tema é alvo de pesquisa até hoje, e traz a reboque fenômenos como o cangaço e o messianismo.

## Literatura

### Não-ficção
- Michael H. Glantz; Correntes de Mudança: O Impacto do El Niño sobre o Clima e a Sociedade; de 1996, publicado pela Cambridge University Press. ISBN 0-521-57659-8
- Michael H. Glantz (editor); A Seca Segue O Arado: Cultivando Áreas Marginais; de 1994, publicado pela Cambridge University Press. ISBN 0-521-44252-4
- Fagan, Brian; Inundações, Fomes e Imperadores: El Niño e o Destino das Civilizações; publicado em 2000 por Livros Básicos. ISBN 0-465-01121-7
- Nicholas G. Arons; Esperando por Chuva: A Política e a Poesia da Seca no Nordeste do Brasil; publicado em 2004 pela Universidade do Arizona Press. ISBN 0-8165-2433-5
- Euclides da Cunha, Os Sertões

### Ficção
- Graciliano Ramos, Vidas Secas, Romance
- José do Patrocínio, Os Retirantes